# Sose Majrig
Sose Majrig (orm.) Սոսե Մայրիկ wł. Sose Wardanian (orm.) Սոսե Վարդանյան (ur. 1868 we wsi Sochord koło Ahlat, Imperium Osmańskim, zm. 1953 w Aleksandrii) – ormiańska fedainka, żona przywódcy partyzanckiego Aghpiura Seropa, walcząca przeciwko Imperium Osmańskiemu.
Jej przydomek Majrig (matka) nadali jej partyzanci w uznaniu jej odwagi i matczynego opiekowania się ormiańską młodzieżą.
Uczestniczyła w wielu potyczkach partyzanckich. Po bitwie we wsi Papszen w 1898 wraz z mężem uciekli do Sason w wilajecie Bitlis (obecnie w prowincji Batman). W 1899 wraz mężem i synem wzięła udział w bitwie z tureckim batalionem wysłanym, by ich pojmać. Mąż, jego bracia i syn zginęli, a ona sama została ranna i pojmana.
Po Powstaniu w Sason w 1904 wyjechała do Wan, a następnie na Kaukaz. Jej drugi syn zginął w masakrze w Erzurum.

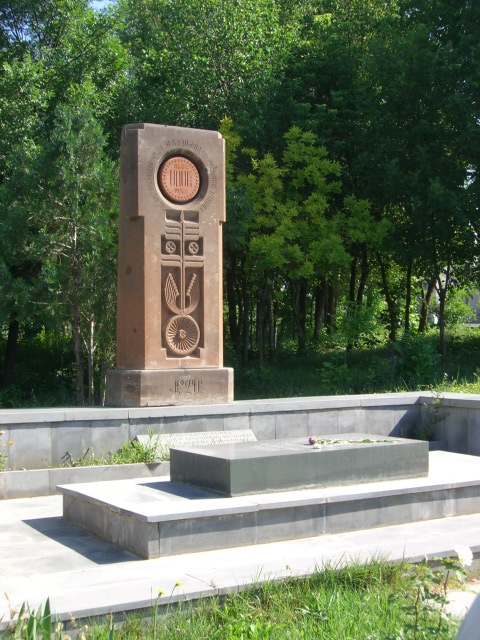
Nagrobek Sose Majrig w Erywaniu

Od 1920 mieszkała w Stambule, a następnie w Aleksandrii w Egipcie, gdzie zmarła. Jej szczątki zostały przeniesione na wojskowy cmentarz Jerrablur w Erywaniu